# 崔斌 (元朝)
崔斌（1223年—1278年），字仲文，蒙古名為燕帖木兒，朔州馬邑县（今山西省朔州市）人，元朝初年政治人物。
開始崔斌是淮南戍軍參佐，襲父親總管之職。中統元年（1260年），安童向忽必烈推薦崔斌為西京參議宣慰司事。至元四年（1267年），崔斌出任東平路總管。至元十一年（1274年），改為河南宣慰使，負責為南征南宋籌集軍需。至元十二年（1275年），崔斌為河南行省參知政事，和阿里海牙攻下宋朝的潭州（今湖南省長沙市），崔斌改為行省左丞。至元十五年（1378年），彈劾宰相阿合馬，轉任江淮行省左丞，不久，阿合馬以擅自任命官吏等罪誣陷崔斌，崔斌被下獄處死。

## 延伸阅读
[在维基数据编辑]
 《元史/卷173》，出自宋濂《元史》
 《新元史/卷183》，出自柯劭忞《新元史》